# Polite Society - Operazione matrimonio
Polite Society - Operazione matrimonio (Polite Society) è un film del 2023 scritto e diretto da Nida Manzoor al suo esordio alla regia.

## Trama
Ria è un'adolescente inglese di origini pachistane che vive a Londra con la famiglia e sogna di diventare una stuntwoman. Le uniche a incoraggiarla su questa strada sono le amiche Clara e Alba e la sorella maggiore Lena, una ragazza in crisi dopo aver abbandonato la scuola d'arte. Quando Lena accetta di sposare il genetista Salim Shah, un giovane vedovo figlio di una ricca famiglia pachistana, Ria cerca di mandare a monte le nozze, nella speranza che la sorella torni a dedicarsi alle sue passioni invece che accontentarsi di un matrimonio combinato di convenienza.
Tuttavia, mentre cerca di screditare il fidanzato della sorella, Ria scopre che la famiglia Shah cela intenzioni più profonde e sinistre, ossia quella di fecondare immediatamente Lena prima di portarla a Singapore subito dopo le nozze. Visto che la famiglia la crede semplicemente gelosa e non la ascolta, Ria decide di salvare la sorella rapendola il giorno del suo matrimonio. Mentre in un primo momento Clara e Alba riescono effettivamente a portare via Lena, drogata e priva di sensi, Ria rimane coinvolta in un incontro di arti marziali con Raheel, la madre di Salim, che, dopo averla sconfitta, rivela il suo vero piano: Ria rimarrà incinta di un clone di Raheela, che avrà quindi la possibilità di rivivere nella più liberale società del XXI secolo, mentre il potenziale della vera Raheela era andato sprecato nella patriarcale società pachistana del Novecento.
Dopo aver neutralizzato le tre ragazze, Rhaeela riporta Lena al matrimonio. Ria, Clara e Albra riescono a fuggire con l'aiuto di Kovacs, una compagna di scuola, e a interrompere la cerimonia: anche se la sua versione dei fatti, apparentemente assurda, suscita l'ilarità dei presenti, Lena comincia a ricordare di essere stata drogata dal fidanzato, che ha effettuato dei test su di lei. Salim ammette quindi che la morte della prima moglie era stata il risultato di un esperimento fallito e Raheela, impossessatasi di una pistola, costringe la cerimonia a procedere. Ma, Fatima, la madre di Ria e Lena, la disarma, dando quindi alle figlie la possibilità di fuggire. Dopo aver sconfitto Raheela e Salim, Lena e Ria si riappacificano e Ria riceve un messaggio dal suo mito, la stuntwoman Eunice Huthart.

## Produzione
Nel gennaio 2022 è stato annunciato che Nida Manzoor stava lavorando a una commedia d'azione in chiave femminista; il mese seguente è stato comunicato che le riprese del film a Londra erano terminate.

## Promozione
Il primo trailer del film è stato pubblicato il 18 gennaio 2023, mentre il primo trailer italiano è stato diffuso il 31 marzo dello stesso anno.

## Distribuzione
Il film è stato presentato in anteprima mondiale il 21 gennaio 2023 al Sundance Film Festival. Successivamente è stato distribuito nelle sale britanniche e statunitensi il 28 aprile 2023 e in quelle italiane dal 14 giugno.

## Accoglienza
Il film è stato accolto positivamente dalla critica. L'aggregatore di recensioni Rotten Tomatoes riporta il 91% di recensioni positive, con un punteggio medio di 7,3 su 10.

## Riconoscimenti
- 2023 - British Independent Film Awards
  - Miglior sceneggiatura d'esordio a Nida Manzoor
  - Candidatura per la miglior interpretazione non protagonista a Ritu Arya
  - Candidatura per la miglior esordiente a Priya Kansara
  - Candidatura per i migliori effetti speciali a Paddy Eason
  - Candidatura per il miglior trucco e acconciature a Claire Carter